# Lista de prefeitos de São Mateus
Esta é a lista de prefeitos do município de São Mateus, estado brasileiro do Espírito Santo.

## Após a Ditadura Vargas
| Nº | Nome                                                                               | Imagem                | Partido                                          | Início do mandato       | Fim do mandato                          | Observações                                                |
| 1  | Othovarino Duarte dos Santos                                                       |                       | Partido Progressista PP                          | 1º de fevereiro de 1948 | 31 de janeiro de 1951                   | Prefeito eleito em sufrágio universal                      |
| 2  | Zenor Pedroza Rocha                                                                |                       |                                                  | 1º de fevereiro de 1951 | 31 de janeiro de 1955                   | Prefeito eleito em sufrágio universal                      |
| 3  | Roberto Arnizaut Silvares (São Mateus, 02.04.1909–??)                              |                       | União Democrática Nacional UDN                   | 1º de fevereiro de 1955 | 31 de janeiro de 1959                   | Prefeito eleito em sufrágio universal                      |
| 4  | Othovarino Duarte dos Santos                                                       |                       |                                                  | 1º de fevereiro de 1959 | 31 de janeiro de 1963                   | Prefeito eleito em sufrágio universal                      |
| 5  | Roberto Arnizaut Silvares (São Mateus, 02.04.1909–??)                              |                       | União Democrática Nacional UDN                   | 1º de fevereiro de 1963 | 7 de março de 1965                      | Prefeito eleito em sufrágio universal, se afastou do cargo |
| 6  | Otívio de Almeida Cunha (São Mateus, 14.04.1919–28.09.2012)                        |                       |                                                  | 8 de março de 1965      | 31 de janeiro de 1967                   | Vice-prefeito eleito no cargo de prefeito                  |
| 7  | Wilson Gomes                                                                       |                       | Aliança Renovadora Nacional ARENA                | 1º de fevereiro de 1967 | 31 de janeiro de 1971                   | Prefeito eleito em sufrágio universal                      |
| 8  | Danilo Pirola Lyrio                                                                |                       |                                                  | 1º de fevereiro de 1971 | 31 de janeiro de 1973                   | Prefeito eleito em sufrágio universal                      |
| 9  | Amocim Leite (São Mateus, 1931– Vitória, 25.05.2011)                               |                       | Movimento Democrático Brasileiro MDB             | 1º de fevereiro de 1973 | 16 de agosto de 1976                    | Prefeito eleito em sufrágio universal                      |
| 10 | Jackson Mendonça Bahia                                                             |                       | Movimento Democrático Brasileiro MDB             | 17 de agosto de 1976    | 31 de janeiro de 1977                   | Vice-prefeito eleito no cargo de prefeito                  |
| 11 | Gualter Nunes Loureiro                                                             |                       | Movimento Democrático Brasileiro MDB             | 1º de fevereiro de 1977 | 31 de janeiro de 1981                   | Prefeito eleito em sufrágio universal                      |
| 12 | Tulio Pariz                                                                        |                       |                                                  | 1º de fevereiro de 1981 | 31 de janeiro de 1983                   | Prefeito eleito em sufrágio universal                      |
| 13 | Amocim Leite (São Mateus, 1931– Vitória, 25.05.2011)                               |                       | Partido Trabalhista Brasileiro PTB               | 1º de fevereiro de 1983 | 23 de setembro de 1985                  | Prefeito eleito em sufrágio universal                      |
| 14 | Wallas Batista de Oliveira                                                         |                       |                                                  | 24 de setembro de 1985  | 31 de dezembro de 1988                  | Vice-prefeito eleito no cargo de prefeito                  |
| 15 | Pedro dos Santos Alves (João Pessoa, 31.05.1942–)                                  |                       |                                                  | 1º de janeiro de 1989   | 31 de dezembro de 1992                  | Prefeito eleito em sufrágio universal                      |
| 16 | Amocim Leite (São Mateus, 1931– Vitória, 25.05.2011)                               |                       | Partido Trabalhista Brasileiro PTB               | 1º de janeiro de 1993   | 31 de dezembro de 1996                  | Prefeito eleito em sufrágio universal                      |
| 17 | Rui Carlos Baromeu Lopes (Santaluz, 04.11.1951–)                                   |                       | Partido do Movimento Democrático Brasileiro PMDB | 1º de janeiro de 1997   | 31 de dezembro de 2000                  | Prefeito eleito em sufrágio universal                      |
| 18 | Lauriano Marco Zancanela (São Mateus, 03.10.1963–)                                 |                       | Partido Socialista Brasileiro PSB                | 1º de janeiro de 2001   | 31 de dezembro de 2004                  | Prefeito eleito em sufrágio universal                      |
| 18 | Lauriano Marco Zancanela (São Mateus, 03.10.1963–)                                 | 1º de janeiro de 2005 | Partido Socialista Brasileiro PSB                | 31 de dezembro de 2008  | Prefeito reeleito em sufrágio universal |                                                            |
| 19 | Amadeu Boroto (São Mateus, 09.01.1957–)                                            |                       | Partido Socialista Brasileiro PSB                | 1º de janeiro de 2009   | 31 de dezembro de 2012                  | Prefeito eleito em sufrágio universal                      |
| 19 | Amadeu Boroto (São Mateus, 09.01.1957–)                                            | 1º de janeiro de 2013 | Partido Socialista Brasileiro PSB                | 31 de dezembro de 2016  | Prefeito reeleito em sufrágio universal |                                                            |
| 20 | Daniel Santana Barbosa, Daniel da Açaí (Santos, 10.02.1964–)                       |                       | Partido da Social Democracia Brasileira PSDB     | 1º de janeiro de 2017   | 31 de dezembro de 2020                  | Prefeito eleito em sufrágio universal                      |
| 20 | Daniel Santana Barbosa, Daniel da Açaí (Santos, 10.02.1964–)                       | 1º de janeiro de 2021 | Partido da Social Democracia Brasileira PSDB     | 31 de dezembro de 2024  | Prefeito reeleito em sufrágio universal |                                                            |
| 21 | Marcus Azevedo Batista, Marcus da Cozivip (Linhares (Espírito Santo), 07.01.1978–) |                       | Podemos PODE                                     | 1° de janeiro de 2025   | Atualidade                              | Prefeito eleito em sufrágio universal                      |